# Царьков, Евгений Николаевич
Евгений Николаевич Царьков — советский хозяйственный, государственный и политический деятель, Герой Социалистического Труда.

## Биография
Родился в 1937 году в деревне Никифорцево. Член КПСС.
С 1954 года — на хозяйственной, общественной и политической работе. В 1954—1997 гг. — тракторист в Ильинской машинно-тракторной станции, выпускник училища механизации сельского хозяйства в городе Дубна, военнослужащий Советской Армии, оперуполномоченный советской милиции, монтажёр на стройке, тракторист, звеньевой, агроном в Александровском цеху, начальник Покровского цеха совхоза «Рогачёвский» Дмитровского района Московской области.
Указом Президиума Верховного Совета СССР от 30 апреля 1966 года присвоено звание Героя Социалистического Труда с вручением ордена Ленина и золотой медали «Серп и Молот».
Умер в селе Рогачево в 2017 году.